# Boeing F-47
Boeing F-47 je perspektivní stíhací letoun šesté generace vyvíjený americkou společností Boeing v rámci programu Next Generation Air Dominance. Je ústředním prvkem modernizačního programu Next Generation Air Dominance (NGAD). Představuje náhradu stíhacího letounu páté generace Lockheed Martin/Boeing F-22 Raptor. Je optimalizován na nasazení v oblasti Indo-Pacifiku. V boji má spolupracovat s dalšími bezpilotními bojovými letouny, vyvíjenými rovněž v rámci programu NGAD. S tímto programem je spojeno značné utajování. Roku 2020 bylo oznámeno, že probíhají zkoušky technologického demonstrátoru letounu. Roku 2025 byla jako jeho dodavatel vybrána společnost Boeing a zároveň bylo oznámeno, že stroj ponese označení F-47. Americká administrativa usiluje o zahájení sériové výroby F-47 do roku 2029.

## Vývoj

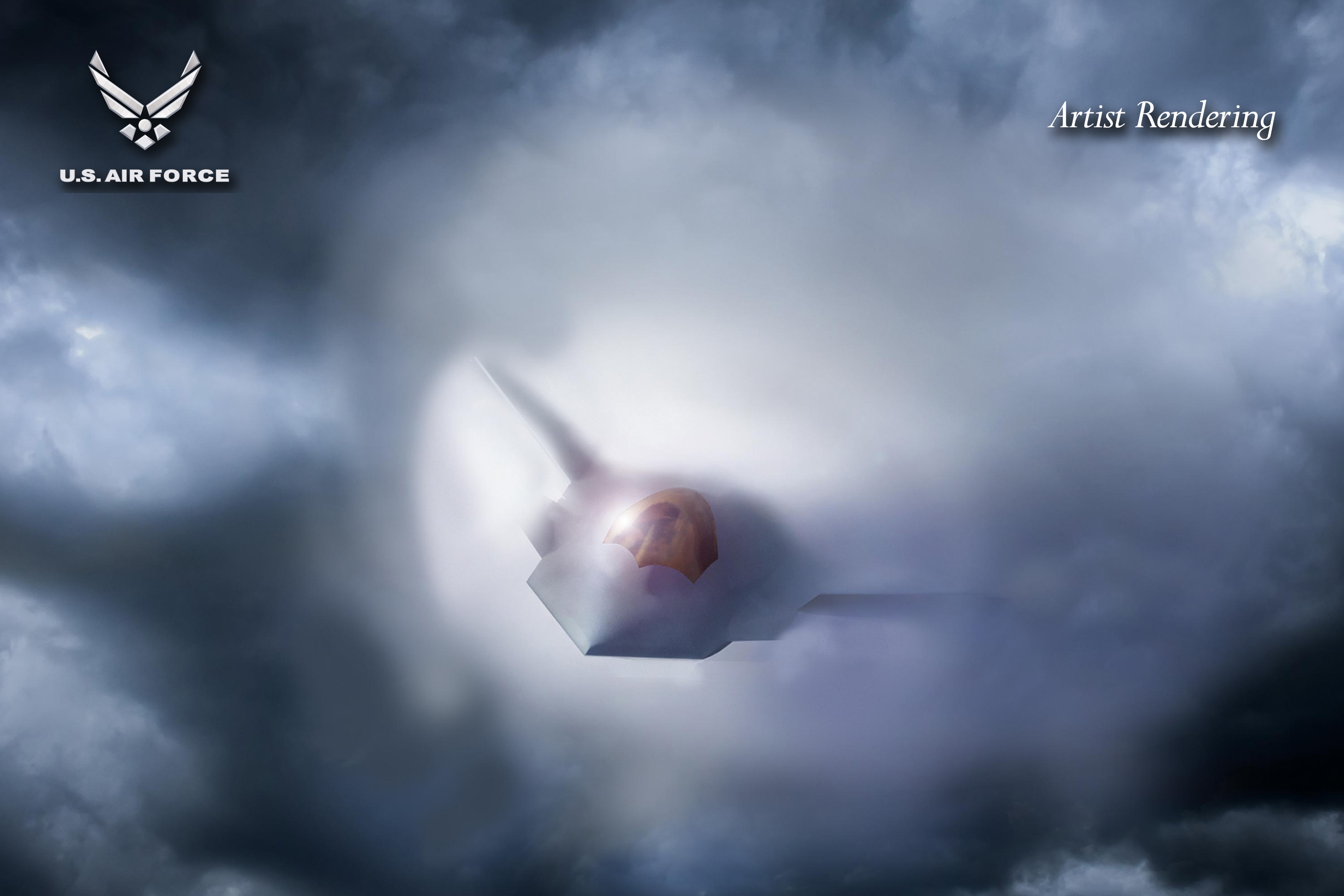
Druhá zveřejněná vizualizace podoby letounu F-47

Stíhací letoun šesté generace je ústředním prvkem modernizačního programu Next Generation Air Dominance (NGAD). Jeho kořeny sahají k programu Penetrating Counter-Air (PCA), hledajícím náhradu stíhacího letounu páté generace Lockheed Martin/Boeing F-22 Raptor. Od roku 2014 byla do programu zapojena agentura DARPA. Americkému letectvu má poskytnout dostatečnou sílu pro vybojování vzdušné nadvlády proti potenciálním protivníkům, jako je Čína. Bude u něj kladen důraz na značný dolet a nosnost. V boji má spolupracovat s bezpilotními bojovými letouny, jejichž vývoj je rovněž součástí programu NGAD (General Atomics YFQ-42, Anduril YFQ-44).
O stavbu letounu se ucházely americké společnosti Boeing, Lockheed Martin a Northrop Grumman. První dvě společnosti postavily technologické demonstrátory, které začaly létat v letech 2019–2020. Oficiálně byla existence demonstrátoru poprvé potvrzena v září 2020 náměstkem ministra letectva pro akvizice Williamem Roperem, dle kterého technologický demonstrátor letounu z programu NGAD již zahájil letové zkoušky. V červenci 2023 společnost Northrop Grumman z výběrového řízení na vlastní žádost odstoupila, aby se soustředila na jiné příležitosti (bombardér B-21 Raider, palubní bojový letoun F/A-XX).
Vítězství projektu společnosti Boeing v programu NGAD bylo oznámeno 21. března 2025 v Oválné pracovně prezidentem Donaldem Trumpem spolu s ministrem obrany Petem Hegsethem a velitelem letectva generálem Davidem Allvinem. Letoun přitom byl označen jako Mission Design Series F-47. Dle serveru The War Zone první zveřejněné obrázky F-47 ukázal prvky připomínající experimentální letouny Boeing Bird of Prey, Scaled Composites 401, nebo McDonnell Douglas X-36. Dle prezidenta Trumpa by sériová výroba F-47 mohla být zahájena do konce jeho funkčního období (leden 2029). Pro výrobu letounu již společnost Boeing investovala do modernizace svého závodu v St. Louis ve státě Missouri. Zakázka má mít v první fázi hodnotu 20 miliard dolarů (přibližně 462 miliard korun).
Dle generála Davida Allvina je označení F-47 poctou druhoválečnému bojovému letounu P-47 Thunderbolt, připomínkou založení Letectva Spojených států amerických v roce 1947 a zároveň uznáním klíčové podpory vývoje prvního stíhacího letounu šesté generace na světě ze strany 47. prezidenta Spojených států amerických.
V rozpočtu na roku 2026 však bylo na program F-47 vyčleněno zanedbatelných 47 milionů dolarů.